# Ellington and Linton
Ellington and Linton – civil parish w Anglii, w hrabstwie Northumberland. W 2011 civil parish liczyła 2778 mieszkańców. W obszar civil parish wchodzą także Ellington i Linton.